# Ganglioplegiki
Ganglioplegiki, leki ganglioplegiczne – substancje działające antagonistycznie do acetylocholiny w zwojach autonomicznego układu nerwowego. Łącząc się z receptorami nikotynowymi w zwojach, blokują działanie acetylocholiny i hamują przewodzenie impulsów w AUN. W związku z tym ich działanie na organizm jest wielokierunkowe i bardzo złożone.
Do grupy ganglioplegików zalicza się, między innymi, heksametonium, mekamylaminę, pempidynę, trimetafan. Ganglioplegicznie działa również nikotyna w dużych dawkach.

## Działanie farmakologiczne
Efektem działania tych substancji jest:
- rozszerzenie obwodowych naczyń krwionośnych, spadek oporu obwodowego
- zmniejszenie objętości wyrzutowej serca
- zahamowanie perystaltyki jelit.

## Zastosowanie i działania niepożądane
Substancji chemicznych należących do tej grupy nie stosuje się w celach leczniczych z powodu ryzyka licznych działań niepożądanych, w tym:
- zapaści ortostatycznej
- porażenia perystaltyki jelit, zaparcia
- zaburzenia widzenia
- niewydolności nerek.